# Duane Atiba Virgil
Duane Atiba Virgil (Puerto España, 5 de marzo de 1974), más conocido como Virgil, es un pívot  que actualmente milita en las filas del Adepal  tras haber pasado por el cb Calpe, el ViveMenorca  , el Illescas Urban y el C.B. Tenerife

## Carrera deportiva
Duane Atiba Virgil, pívot de 2,05 m. (05-03-1974), nacido en Trinidad y Tobago, formación americana y un periplo por Europa y Sudamérica antes de llegar a España, donde tiene una amplia experiencia en las ligas LEB ya que ésta, será su séptima temporada en España, tras su estancia en Calpe (2002-2003), Menorca (2002-2003), otra vez Calpe (2003-2004 y 2004-2005), UB La Palma (2005-2006), Tenerife Rural (2006-2007) y su periplo en el CB Illescas, equipo con el que jugó en LEB Plata (2007-2008) y Leb Oro y (2008-2009).
En 2010 la Fundación Adepal Alcázar ha llegado a un acuerdo con el ala-pívot Duane Atiba Virgil, el pívot llega a Alcázar de San Juan de la mano de Javier Juárez, su entrenador las dos temporadas anteriores en Illescas, quien ha avalado su fichaje, pone la guinda a una plantilla ilusionante y con grandes jugadores para la LEB Oro.
Duane Virgil es una pieza muy importante en el proyecto de Adepal. Fue una de las piezas clave en el ascenso de Illescas a la LEB Oro, siendo el jugador más valorado del equipo tanto en Liga Regular, como en la Copa disputada en Palencia, como en los Playoff e incluso en la anterior temporada fue uno de los jugadores con mejores registros de la LEB Oro.

## Clubs
- 1997-1999: NCAA. Murray St.  Estados Unidos
- 1999: USBL. Kansas Cagerz  Estados Unidos, Zaglebie Sosnowiec  Polonia
- 2000: Caimanes de Barranquilla.  Colombia
- 2000-2001: Belgrano Tucumán.  Argentina
- 2002: Cupes de los Pepines, Caballeros de Santiago.  República Dominicana
- 2002-2003 LEB 2. CB Calpe-Aguas de Calpe y LEB Coinga Menorca Bàsquet.  España
- 2003-2004 LEB 2. CB Calpe-Aguas de Calpe.  España
- 2004-2005 LEB. CB Calpe-Aguas de Calpe.  España
- 2005-2006 LEB. UB La Palma.  España
- 2006-2007 LEB. Tenerife Rural.  España
- 2007-2008 LEB Plata. CB Illescas Urban CLM.  España
- 2008-2009 LEB Oro. CB Illescas Urban CLM.  España
- 2009-2010 LEB Plata. Fundación Adepal Alcázar.  España